# 牛脷酥

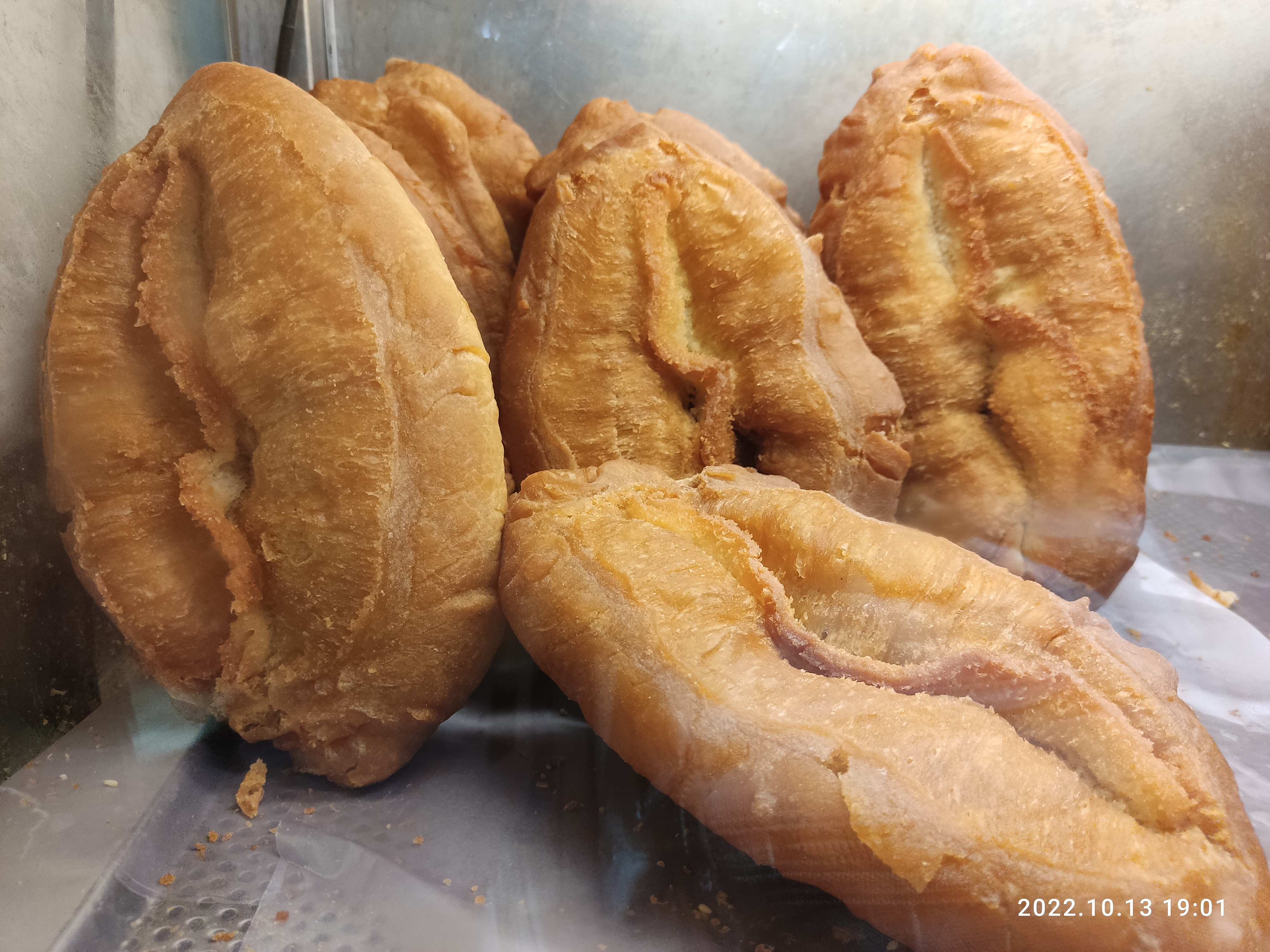
牛脷酥

牛脷酥，又稱马耳，是广东、港澳一带的粤式油炸面食类小吃。在廣東與油炸鬼、鹹煎餅合稱為「油器三寶」，現在則常見於香港的粥店。傳說牛脷酥由蘇州的牛舌酥改良而成，而粵語「舌」字與「蝕」字音近，故改「舌」為「脷」。
牛脷酥在福州也比较常见，当地人多用作早餐搭配锅边糊，在福建地区因形状类似马的耳朵而得名。

注：福州市另有一种使用糯米、晚稻米做成麻花样的油炸品，也叫马耳。
製作方法是以高筋麵粉和低筋麵粉揉成的麵團，夾著砂糖和低筋麵粉，揉成的麵團油炸而成。